# Magnesio-fluoro-arfvedsonite
La magnesio-fluoro-arfvedsonite (simbolo IMA: Mfarf) è un raro minerale del supergruppo dell'anfibolo, all'interno del quale viene collocato nel "gruppo degli anfiboli con W(OH,F,Cl)-dominante" e da lì al sottogruppo degli anfiboli di sodio dove occupa un posto nel "gruppo contenente la radice arfvedsonite nel nome"; essendo un anfibolo, appartiene agli inosilicati e pertanto alla famiglia minerale dei "silicati", e possiede composizione chimica NaNa2(Mg4Fe3+)Si8O22F2.
La magnesio-fluoro-arfvedsonite è definita con:
- catione sodio dominante in posizione A
- catione magnesio bivalente dominante in posizione C2+
- catione ferro ferrico Fe3+ dominante in posizione C3+
- anione fluoro dominante in posizione W.

## Etimologia e storia
Il minerale è stato scoperto sul versante orientale dei monti Ilmen, oblast' di Čeljabinsk nei pressi di Miass (Russia) e denominata fluormagnesioarfvedsonite, ma è stata approvata dall'Associazione Mineralogica Internazionale (IMA) con il nome di fluoro-magnesio-arfvedsonite in base alle regole di nomenclatura degli anfiboli allora vigenti. Il nome è stato poi cambiato in magnesio-fluoro-arfvedsonite con la revisione della nomenclatura degli anfiboli del 2012.
Il termine magnesio-fluoro-arfvedsonite, così come il nome precedente, è stato scelto per via del suo contenuto di magnesio e di fluoro, oltre che per la relazione con l'arfvedsonite.

## Classificazione
La classica nona edizione della sistematica dei minerali di Strunz, aggiornata dall'Associazione Mineralogica Internazionale fino al 2009, elenca la magnesio-fluoro-arfvedsonite con il nome di fluoro-magnesio-arfvedsonite e la colloca nella classe "9. Silicati (germanati)" e da lì nella sottoclasse "9.D Inosilicati"; questa viene suddivisa più finemente in base alla struttura del minerale, in modo tale che la magnesio-fluoro-arfvedsonite possa essere trovata nella sezione "9.DE Inosilicati con catene doppie di periodo 2, Si4O11; clinoanfiboli" dove forma il sistema nº 9.DE.25.
Tale classificazione resta invariata anche nell'edizione successiva, proseguita dal database "mindat.org" e chiamata Classificazione Strunz-mindat.
Nella Sistematica dei lapis (Lapis-Systematik) di Stefan Weiß la magnesio-fluoro-arfvedsonite si trova nella classe dei "silicati" e nella sottoclasse degli "inosilicati"; qui il minerale si trova nella sezione di quelli che hanno struttura "[Si4O11] a due bande 6-; gruppo degli anfiboli; anfiboli alcalini" dove forma il sistema nº VIII/F.08.
Anche nella classificazione dei minerali secondo Dana, usata principalmente nel mondo anglosassone, la magnesio-fluoro-arfvedsonite si trova nella famiglia dei "silicati"; qui è nella classe degli "inosilicati: catene doppie non ramificate, W=2" e nella sottoclasse degli "inosilicati: catene doppie non ramificate, configurazione anfibolo W=2" dove forma il "gruppo 4, anfiboli di sodio" con il numero di sistema 66.01.03c.

## Abito cristallino
La magnesio-fluoro-arfvedsonite cristallizza nel sistema monoclino nel gruppo spaziale C2/m (gruppo nº 12) con i parametri reticolari a = 9,81(9) Å, b = 18,01(3) Å, c = 5,28(1) Å e β = 103,8(2)°, oltre ad avere 2 unità di formula per cella unitaria.

## Origine e giacitura
La magnesio-fluoro-arfvedsonite è stata trovata nella fenite di albite-microclino; la paragenesi è con albite, flogopite, microclino, perthite e quarzo e, come minerali accessori, si trovano titanite, rutilo, apatite, pirite e zircone.
Il minerale è raro ed è stato trovato solo in pochi siti sparsi per il mondo. Qui si ricordano solo le sue due località tipo, la riserva naturale di Ilmen e le montagne Vishnevye, entrambe nell'oblast' di Čeljabinsk (Russia).

## Forma in cui si presenta in natura
La magnesio-fluoro-arfvedsonite è stata scoperta sotto forma di corti grani prismatici lunghi fino a 0,7 mm. Il minerale è traslucido con lucentezza vitrea; il colore va da grigio scuro a grigio-nero, mentre il colore del suo striscio è grigio chiaro.